# Подюга
Подюга (рос. Подюга) — селище в Коноському районі Архангельської області Російської Федерації.
Населення становить 2612 осіб. Входить до складу муніципального утворення Подюзьке сільське поселення.

## Історія
Від 2004 року входить до складу муніципального утворення Подюзьке сільське поселення.

## Населення
| 1959 | 1970  | 1979  | 1989  | 2002  | 2010  | 2012  |
| ---- | ----- | ----- | ----- | ----- | ----- | ----- |
| 9592 | ↘4774 | ↘4378 | ↘3569 | ↘3095 | ↘2626 | ↘2612 |